# Breuberg
Breuberg este un oraș din landul Hessa, Germania.